# Haus zum Turnier

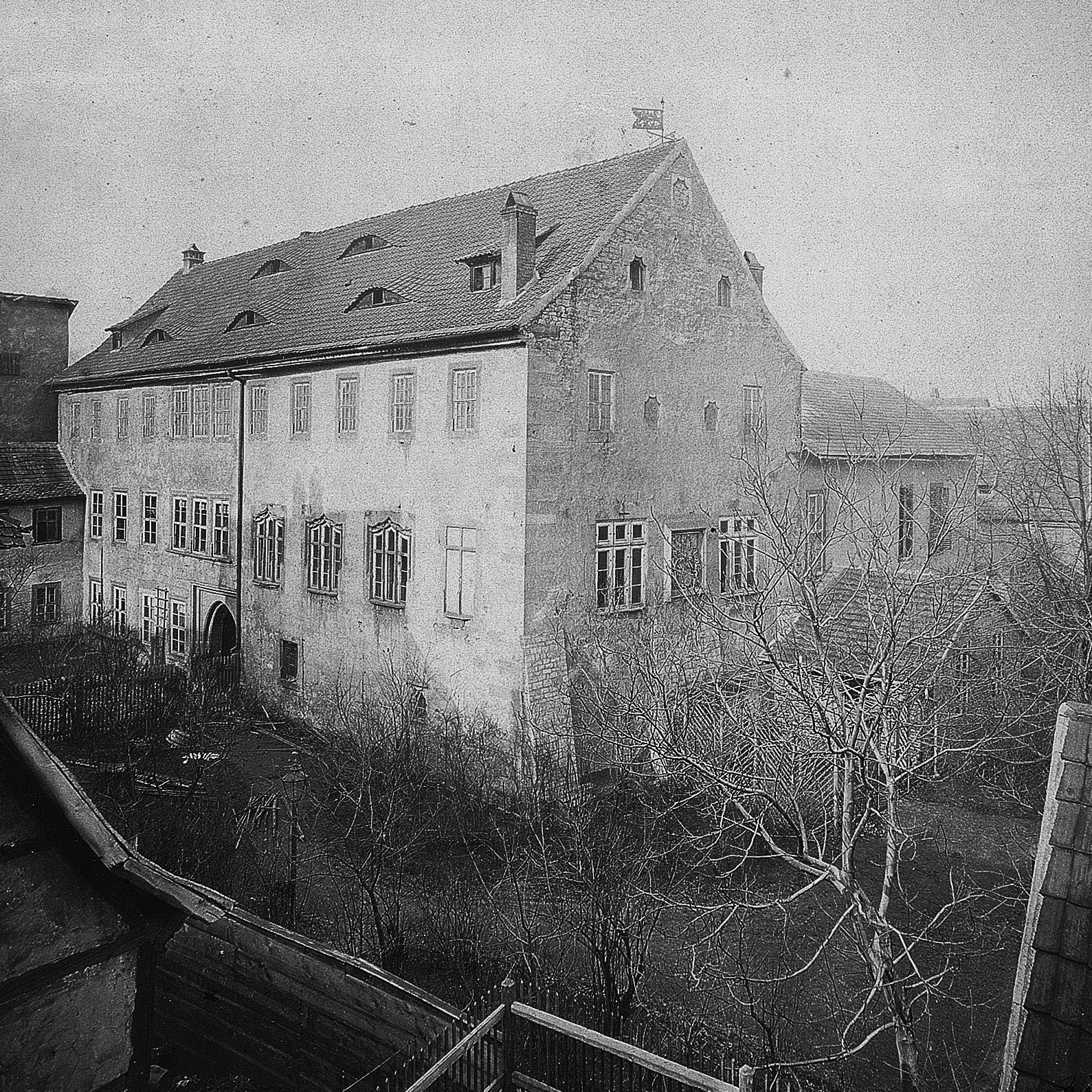
Hauptgebäude mit Logensaalflügel um 1880

Das Haus zum Turnier ist ein historisches, als Kulturdenkmal ausgewiesenes Gebäude in der Altstadt von Erfurt, Turniergasse 17. Es wurde mehrfach umgebaut und diente 1837 bis 1933 als Freimaurerloge.

## Geschichte

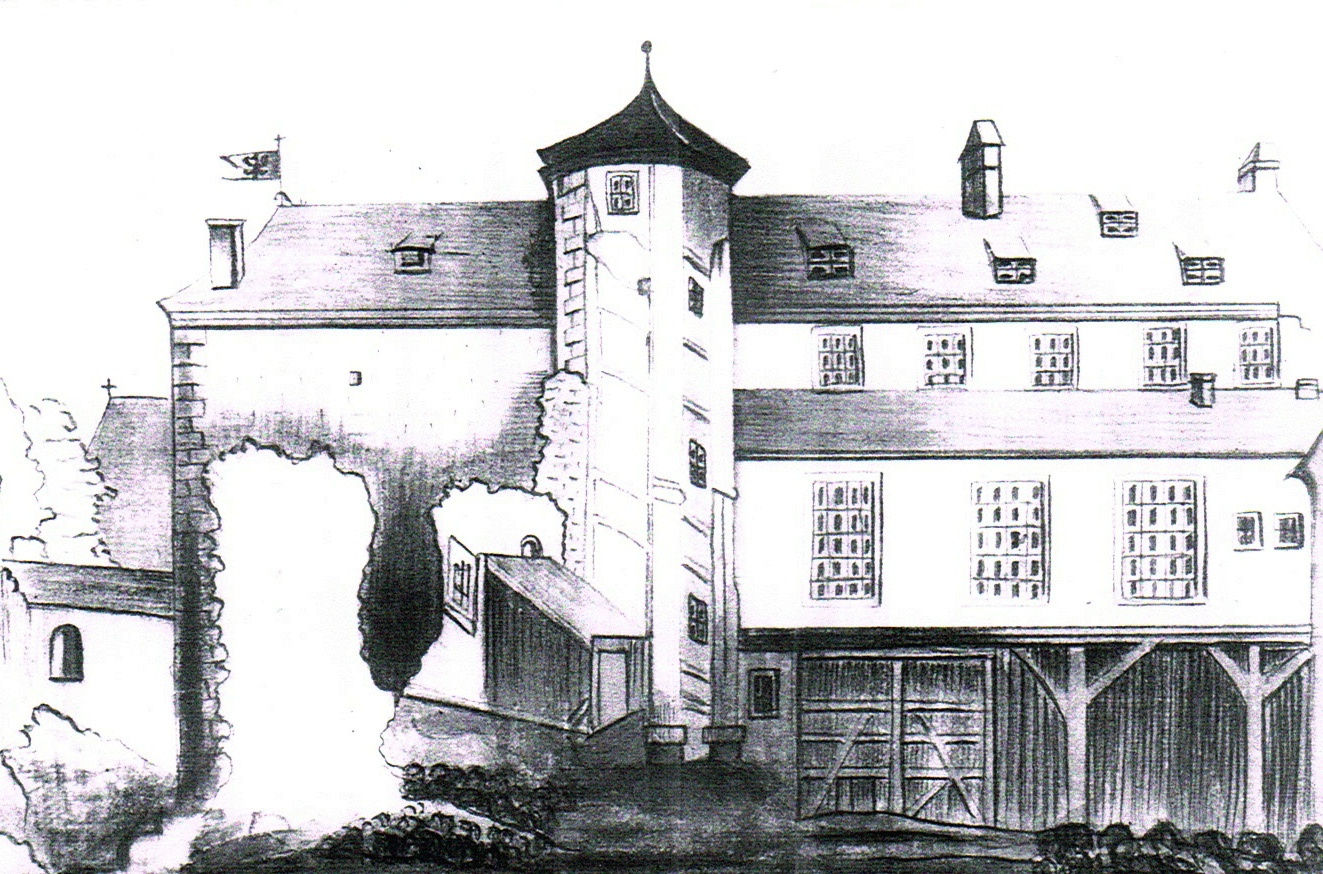
Das Haus nach dem Brand 1833, Zeichnung von Heinrich Kruspe

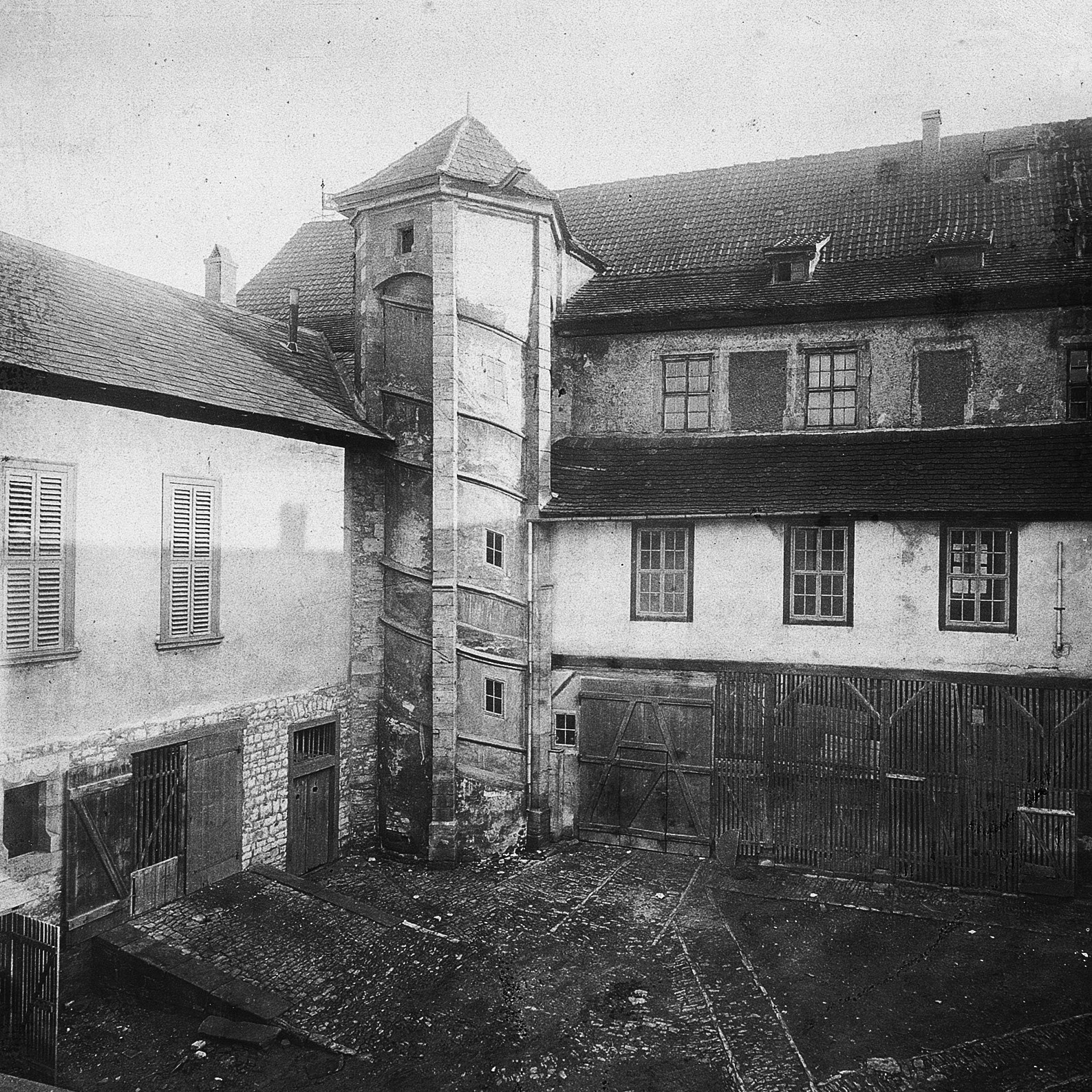
Hofseite mit Treppenturm um 1880

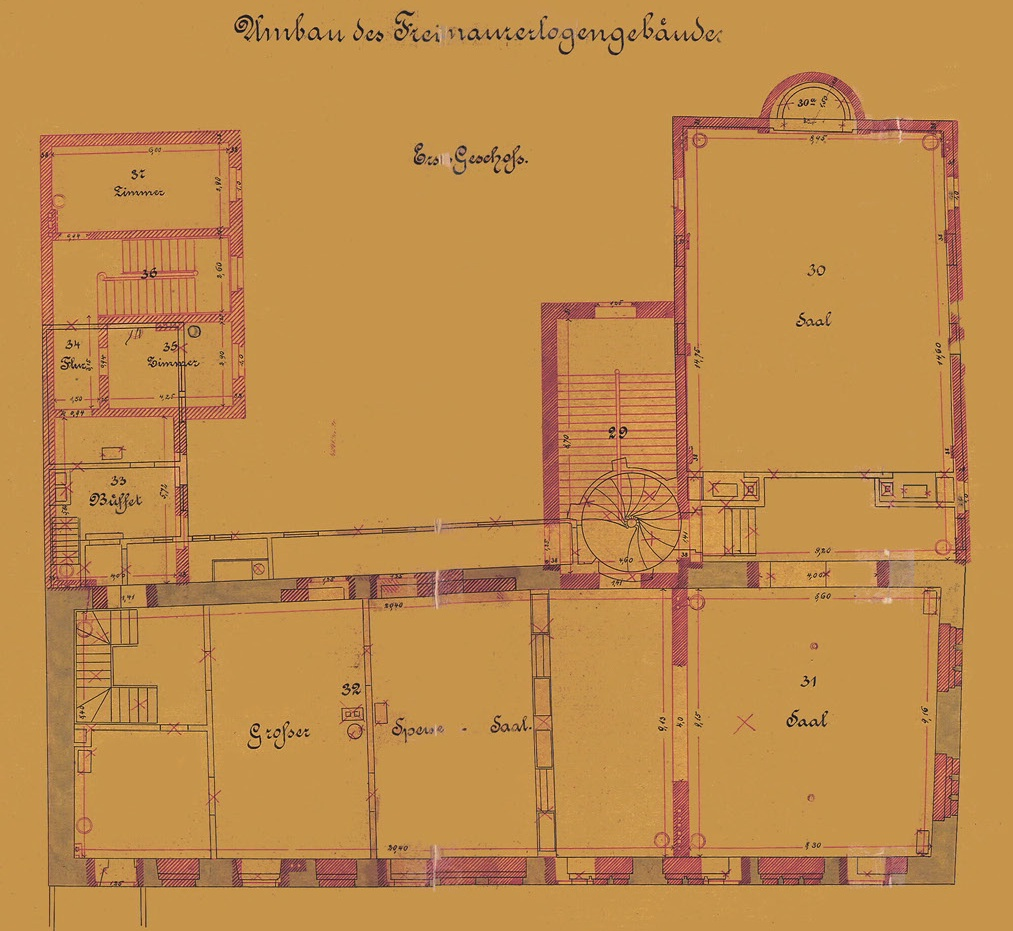
Umbauplanung 1881

Das zentral in der Altstadt von Erfurt, zwischen Pergamentergasse und Allerheiligenstraße, gelegene Grundstück wurde dem Namen nach möglicherweise für Turniere, also mittelalterliche Kampfspiele mit dem Pferden, genutzt. Später wurde es mit mehreren aneinandergebauten Steinhäusern mit Tonnengewölben bebaut, die der Stadt Erfurt zum Empfang und zur Beherbergung hoher Gäste dienten.
1499 bis 1504 gehörte das Anwesen dem kurmainzischen Vizedom Gerlach von der Marthen, dem Vater des Humanisten Herbord von der Marthens. Spätestens 1528 wurde das Hauptgebäude durch die Familie von der Marthen umfassend umgebaut. Die verschiedenen Bauteile wurden zu einem langgestreckten Baukörper zusammengefasst und um ein weiteres Geschoss aufgestockt. Zur Erschließung wurde ein runder Treppenturm mit steinerner Spindeltreppe und achteckigem Abschluss angebaut. Der Saal bekam mehrere große Fenster mit spätgotischen Vorhangbögen, auch die kleineren Fenster am Giebel bekamen Vorhangbögen. In der Mitte des Ostgiebels wurde ein großes Sandsteinrelief mit dem Familienwappen und der Jahreszahl 1528 angebracht.
In den späteren Zeiten folgten Ratsherren und Waidhändler als Eigentümer.
1833 brannte bei einem Feuer in einem Nebengebäude des „Turniers“ auch das Dach des Hauptbaus teilweise nieder. Der Rest des nordöstlichen Flügels erlitt großen Schaden durch das Löschwasser. Reparaturarbeiten wurden vom damaligen Eigentümer, dem Kaufmann Friedrich Carl Martini nur notdürftig durchgeführt.
1837 erwarb die Erfurter Freimaurerloge „Carl zu den drei Adlern“, die bereits seit 1817 Mieter im Haus war, Grundstück und Gebäude. Sie ließ 1851 den zerstörten Seitenflügel zur Unterbringung eines Logensaales wiederaufbauen. 1881 folgte ein weiterer Umbau, bei dem der runde Treppenturm durch ein großes Treppenhaus mit einer bequemeren zweiläufigen Treppe ersetzt wurde. 1911 wurde der 1851 aufgebaute Seitenflügel fast vollständig wieder abgetragen und durch einen Neubau mit zwei übereinanderliegenden höheren und prächtig ausgestatteten Sälen ersetzt.
1933 wurde die Loge verboten und zugunsten der Stadt Erfurt enteignet. Diese baute 1936 das Gebäude zur Unterbringung des städtischen Gesundheitsamtes erneut durchgreifend um. In dem Zusammenhang wurden die restlichen noch erhaltenen spätgotischen Vorhangbogenfenster zerstört und durch schlichte, einheitliche  Rechteckfenster ersetzt. Das Wappenrelief der Familie Marthen wurde über das Spitzbogenportal versetzt. 1939 zog das Gesundheitsamt ein und verblieb dort bis 2007. Danach stand das Gebäudeensemble leer. 2013 erwarb nach einem Bieterverfahren die Immobiliengesellschaft Stefan Brendel & Endres von Tucher das Gebäude. Es wurde nach Planung des Architekten Michael Mann saniert. Die Wohnungen wurden anschließend verkauft.